# Aptrootia
Aptrootia är ett släkte av svampar. Aptrootia ingår i familjen Trypetheliaceae, ordningen Trypetheliales, klassen Dothideomycetes, divisionen sporsäcksvampar och riket svampar.
|           | Mycomicrothelia                       |
|           |                                       |
|           | Megalotremis                          |
|           |                                       |
|           | Laurera                               |
|           |                                       |
|           | Trypethelium                          |
|           |                                       |
|           | Pseudopyrenula                        |
|           |                                       |
|           | Polymeridium                          |
|           |                                       |
|           | Campylothelium                        |
|           |                                       |
|           | Bathelium                             |
|           |                                       |
|           | Astrothelium                          |
|           |                                       |
|           | Cryptothelium                         |
|           |                                       |
| Aptrootia | \| \| Aptrootia terricola \| \| \| \| |
|           | \| \| Aptrootia terricola \| \| \| \| |
|           | Architrypethelium                     |
|           |                                       |
|           | Aptrootia terricola                   |
|           |                                       |

|  | Aptrootia terricola |
|  |                     |